# Supercopa de San Marino 2018
La Supercopa de San Marino 2018 fue la VII edición del torneo. Se disputó a un único partido el 15 de septiembre de 2018 en el Campo sportivo di Fiorentino en Fiorentino.
El campeón de la Liga y de la Copa fue el mismo equipo; por lo tanto, en esta edición de la Supercopa se enfrentaron el campeón de ambas competiciones en la temporada 2017/18 (SP La Fiorita) y el subcampeón de la Copa Titano de la misma temporada (SP Tre Penne).
La Fiorita se impuso por 1-0 al Tre Penne adjudicándose el título por segunda vez.

## Participantes
|  | La Fiorita |  |  | Campeón de la Copa Titano (2017-18) y campeón del Campeonato Sanmarinense (2017-18) |
|  | Tre Penne  |  |  | Subcampeón de la Copa Titano (2017-18)                                              |

## Final
| 15 de septiembre de 2018, 20:45 | La Fiorita     | 1:0 (0:0) | Tre Penne | Campo sportivo di Fiorentino, Fiorentino |                          |
|                                 | Ricchiutti 58' | Reporte   |           | Árbitro(s): Luca Barbeno                 | Árbitro(s): Luca Barbeno |

### Campeón
| Campeón Supercopa de San Marino 2018 |
| ------------------------------------ |
| La Fiorita 2° título                 |